# Esofagitis
L'esofagitis és la inflamació de la mucosa de l'esòfag. L'esofagitis aguda pot ser catarral o flegmonosa, mentre que l'esofagitis crònica pot ser hipertròfica o atròfica.

## Causes

### Malaltia per reflux gastroesofàgic
La malaltia per reflux gastroesofàgic (MRGE) (o esofagitis per reflux) és la causa més comuna de totes les esofagitis. Tot i que normalment s'assumeix que la inflamació del reflux àcid és causada per l'acció irritant de la mucosa de l'àcid clorhídric, un estudi suggereix que la patogènesi de l'esofagitis per reflux pot estar mediada per citocines.

### Infeccioses
Les formes d'esofagitis infecciosa es veuen típicament en persones immunocompromeses: 
- Candidiasi, la més freqüent de les infeccioses.
- Virals: 
  - Herpes simple (esofagitis per herpes)
  - Citomegalovirus

### Altres
- Lesions químiques per solucions alcalines o àcideses també poden causar esofagitis, i generalment s'observa en els nens, així com en els adults que intenten el suïcidi per ingestió de substàncies càustiques.[2]
- Tetraciclines, que poden teni efectes tòxics sobre la mucosa esofàgica.
- Malaltia de Crohn, tot i que l'afectació esofàgica és poc freqüent.
- Lesions físiques, com la radioteràpia o per sonda nasogàstrica, o la senzilla cremada per aliments o begudes massa calents.
- Hiperacidesa.
- Abús d'alcohol.
- Esofagitis eosinofílica, una forma poc coneguda d'esofagitis, que es creu que està relacionat amb al·lèrgies als aliments.
- Esofagitis limfocítica, entitat rara i poc entesa associada amb un augment de la quantitat de limfòcits al revestiment de l'esòfag.